# 音域

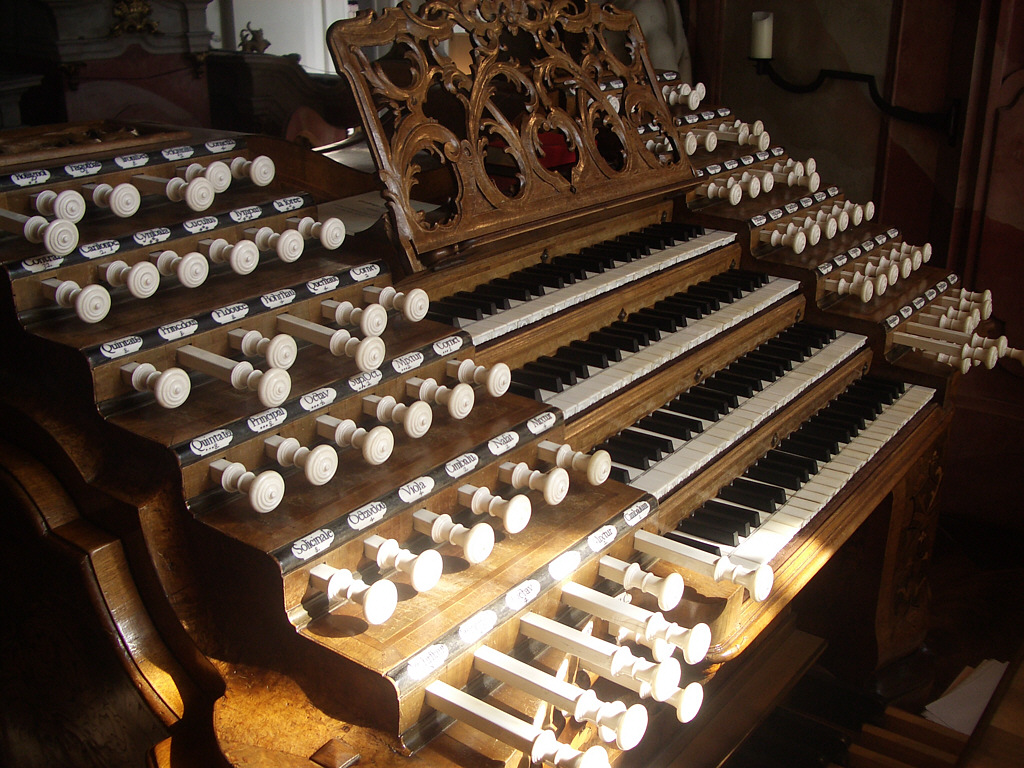
这台管风琴通过多个音栓和手键盘组合，允许演奏者控制不同的音域和音色，从而覆盖广泛的音域范围。

音域，（英語：Range，日语：／），是指某一乐器或人声歌唱所能发出的最低音到最高音范围。 音域可以用音符来表示，例如从最低的音符到最高的音符。对于不同的乐器和声音，音域的大小和范围会有所不同。

## 樂器的音域
不同的樂器有高低寬窄不同的音域，較多數的樂器如管樂器、弦樂器在演奏音域邊緣的聲音時會比較困難，鍵盤樂器或打擊樂器則較無這類問題，因此通常可以有較寬廣的音域。

## 人聲的音域
人的音域高低寬窄會因年齡、性別、個人差異以及歌唱的訓練而有些不同。在聲樂中一般按音域的高低，分成女高音、女中音、女低音、男高音、男中音和男低音等聲部。

## 典型音域
*圖表僅顯示降到C0，雖然最低音單簧管（subcontrabass clarinet）延伸到B♭低於C。也有一些管樂器，諸如Boardwalk Hall Auditorium Organ延降到C−1（低於C0一個八度階）。